# Дойл, Мик (регбист)
Майкл Джерард Дойл (англ. Michael Gerard Doyle), также известный как Мик Дойл (англ. Mick Doyle; 13 октября 1941, Каслайленд — 11 мая 2004, около Данганнона) — ирландский регбист, выступавший на позиции фланкера, и регбийный тренер, наставник сборной Ирландии в 1984—1987 годах.

## Биография

### Игровая карьера
Родился 13 октября 1941 года в Каслайленде (графство Керри, Республика Ирландия). Регби занялся во время учёбы в колледже Ньюбридж (графство Килдэр). Учился в университетском колледже Дублина на врача-ветеринара, выступал за его регбийную команду. Также учился в Кембридже (участник матча 1965 года против Оксфорда), в Эдинбургском университете (клуб «Эдинбург Уондерерс») и колледже Блэкрок (игрок команды колледжа).
23 января 1965 года Дойл дебютировал за сборную Ирландии матчем против Франции, занеся попытку в матче (в те годы за попытку давались три очка). Он играл на позиции фланкера, всего провёл 20 матчей за сборную и набрал две попытки (вторую положил 11 марта 1967 года в матче против Уэльса и принёс команде победу). В 1967 году совершил турне по Австралии со сборной Ирландии. 8 июня 1968 года, будучи игроком «Британских и ирландских львов», сыграл тест-матч против Южной Африки, проходивший в рамках турне «Львов» по этой стране (матч «Львы» проиграли). Последнюю игру сыграл 26 октября 1968 года против Австралии, выступая со своим братом Томми Дойлом.

### Тренерская карьера
По окончании игровой карьеры Дойл стал тренером, руководя командой Ленстера в чемпионатах провинций Ирландии: с 1979 по 1983 годы его команда выигрывала всеирландский чемпионат. Тренерскую деятельность он совмещал с работой врачом-ветеринаром (специализировался на лечении домашних птиц). В 1984 году он стал тренером сборной Ирландии, выиграв с ней в 1985 году Кубок пяти наций и Тройную корону: команда Дойла исповедала быстрый скоростной стиль игры. 16 апреля 1986 года он руководил командой «Британских и ирландских львов» в матче против сборной мира (поражение «Львов» 7:15).
В 1987 году Дойл впервые вывел команду на чемпионат мира в Новой Зеландии. Команда вышла в четвертьфинал, уступив сборной Австралии, однако не это стало главным событием на том турнире для Дойла — на торжественном банкете по случаю открытия он перенёс инфаркт миокарда и был госпитализирован в больницу Окленда накануне матча против Уэльса. Обязанности тренера исполнял Джим Дэвидсон. Тренеру лично звонил Чарльз Хоги, чтобы узнать состояние его здоровья.

### Карьера журналиста
После карьеры тренера работал в СМИ: освещал матчи по регби на RTÉ (в том числе на RTÉ Radio 1), начиная с чемпионата мира 1991 года. Вёл колонки в газетах The Evening Herald и Sunday Independent, на телевидении вёл воскресную вечернюю программу «Rugby After Dark», где показывались лучшие моменты матчей.

### Личная жизнь
Дважды был женат: первая супруга Линн (сын и две дочери), вторая супруга Мэнди (есть дочь). В 1996 году Дойл перенёс второй сердечный приступ и кровоизлияние в мозг. Историю о своей борьбе за жизнь он изложил в своей автобиографии «1.06: Жизнь в овертайме»: по его словам, ему пришлось учиться заново ходить.
11 мая 2004 года Дойл разбился в автокатастрофе у Данганнона: его автомобиль столкнулся с грузовиком на дороге Ома — Данганнон.

## Достижения

### Игрок
- Участник турне сборной Ирландии по Австралии: 1967
- Участник турне «Британских и ирландских львов» по Южной Африке: 1968

### Тренер
- Чемпион провинций Ирландии: 1979, 1980, 1981, 1982, 1983 («Ленстер»)
- Победитель Кубка пяти наций: 1985 (Ирландия)
- Обладатель Тройной короны: 1982, 1985
- Тренер года по версии Philips Sports[англ.]: 1985